# Caraula, Dolj
Caraula este satul de reședință al comunei cu același nume din județul Dolj, Oltenia, România.

## Personalități
- Constantin Cornițescu (1938 - 2024), preot, profesor universitar

 Acest articol despre o localitate din județul Dolj este deocamdată un ciot. Puteți ajuta Wikipedia prin completarea lui.